# Nicaea (cràter)
Nicaea és un cràter sobre la superfície de (21) Lutècia, situat amb el sistema de coordenades planetocèntriques a 57 ° de latitud nord i 199 ° de longitud est. Fa un diàmetre de 21 km. El nom va ser fet oficial per la UAI el cinc d'abril de 2011 i fa referència a Nicaea (actualment Niça, (França)), una antiga ciutat romana de l'època de Lutècia.